# Fissidens taiwanensis
Fissidens taiwanensis là một loài Rêu trong họ Fissidentaceae. Loài này được Herzog & Nog. mô tả khoa học đầu tiên năm 1955.